# Viktoria Rebensburg
Viktoria Rebensburg (Tegernsee, 4 oktober 1989) is een Duitse, voormalig alpineskiester. De reuzenslalomspecialiste werd op dat onderdeel Olympisch kampioen in Vancouver 2010, twee keer vicewereldkampioene en drie keer winnaar van de wereldbeker.

## Carrière
Rebensburg maakte in december 2006 in Reiteralm haar wereldbekerdebuut. Twee maanden later, in Åre, nam de Duitse deel aan de wereldkampioenschappen alpineskiën 2007, op dit toernooi eindigde ze als achtste op de reuzenslalom. Enkele weken na de wereldkampioenschappen scoorde ze in Sierra Nevada haar eerste wereldbekerpunten en twee weken later behaalde Rebensburg in Zwiesel haar eerste toptienklassering in een wereldbekerwedstrijd. Op de wereldkampioenschappen alpineskiën 2009 in Val d'Isère eindigde de Duitse als negende op de reuzenslalom en als tiende op de super G. In januari 2010 stond ze in Cortina d'Ampezzo voor de eerste maal in haar carrière op het wereldbekerpodium met een tweede plaats op de reuzenslalom. In de eindstand van de wereldbeker 2009/2010 reuzenslalom eindigde ze op een vierde plaats. Tijdens de Olympische Winterspelen van 2010 in Vancouver veroverde Rebensburg de gouden medaille op de reuzenslalom, eerder was ze als achtentwintigste geëindigd op de super G.
De Duitse begon het seizoen wereldbeker alpineskiën 2010/2011 sterk met het winnen van haar eerste wereldbekerwedstrijd, op de reuzenslalom in Sölden. Rebensburg won dat seizoen ook de eindstand in de wereldbeker reuzenslalom. Op de wereldkampioenschappen alpineskiën 2011, voor eigen publiek in Garmisch-Partenkirchen, eindigde ze als vijfde op de reuzenslalom. Ook in het seizoen wereldbeker alpineskiën 2011/2012 won ze de wereldbeker in de reuzenslalom. In Schladming nam de Duitse deel aan de wereldkampioenschappen alpineskiën 2013. Op dit toernooi eindigde ze als achtste op de Super G en als elfde op de reuzenslalom. Tijdens de Olympische Winterspelen 2014 in Sotsji behaalde Rebensburg de bronzen medaille in de reuzenslalom, daarnaast eindigde ze als negende op de Super G en als vijftiende op de afdaling. 
Op de Wereldkampioenschappen alpineskiën 2015 in Beaver Creek behaalde ze de zilveren medaille op de reuzenslalom, achter Anna Fenninger. Daarnaast werd ze vijfde op de Super G en tiende op de afdaling. In Sankt Moritz nam de Duitse deel aan de wereldkampioenschappen alpineskiën 2017. Op dit toernooi eindigde ze als vierde op de Super G en als elfde op de afdaling, op de reuzenslalom wist ze niet te finishen. Tijdens de Olympische Winterspelen van 2018 in Pyeongchang eindigde Rebensburg als vierde op de reuzenslalom, als negende op de afdaling en als tiende op de Super G. In het seizoen 2017/2018 won ze voor de derde maal in haar carrière de wereldbeker op de reuzenslalom.
Op de wereldkampioenschappen alpineskiën 2019 in Åre veroverde ze de zilveren medaille op de reuzenslalom, daarnaast eindigde ze als vierde op de Super G en als elfde op de afdaling.
Begin februari 2020 won ze op haar thuisbaan in Garmisch-Partenkirchen voor het eerst een wereldbekerafdaling. Ze had toen al veertien wereldbekerzeges op de reuzenslalom en vier op de Super G. Een dag na haar zege op de afdaling, kwam ze ten val tijdens de Super G. Ze liep daarbij zo'n ernstig knieletsel op dat haar skiloopbaan ten einde was.

## Resultaten

### Titels
Olympisch kampioene reuzenslalom - 2010
Duits kampioene super G - 2006, 2008
Duits kampioene reuzenslalom - 2008

### Olympische Spelen
| Jaar | Plaats      | Resultaten                               |
| ---- | ----------- | ---------------------------------------- |
| 2010 | Vancouver   | Reuzenslalom · 28e Super G               |
| 2014 | Sotchi      | Reuzenslalom · 9e Super G · 15e Afdaling |
| 2018 | Pyeongchang | 4e Reuzenslalom 9e Afdaling 10e Super G  |

### Wereldkampioenschappen
| Jaar | Plaats                 | Resultaten                                |
| ---- | ---------------------- | ----------------------------------------- |
| 2007 | Åre                    | 8e Reuzenslalom                           |
| 2009 | Val-d'Isère            | 9e Reuzenslalom 10e Super G               |
| 2011 | Garmisch-Partenkirchen | 5e Reuzenslalom                           |
| 2013 | Schladming             | 8e Super G 11e Reuzenslalom               |
| 2015 | Vail/Beaver Creek      | Reuzenslalom · 5e Super G · 10e Afdaling  |
| 2017 | Sankt Moritz           | 4e Super G 11e Afdaling DNF1 Reuzenslalom |
| 2019 | Åre                    | Reuzenslalom · 4e Super G · 11e Afdaling  |

### Wereldbeker
Eindklasseringen
| Seizoen   | Algm  | AD  | SL  | RS     | SG  | PAR |
| --------- | ----- | --- | --- | ------ | --- | --- |
| 2006/2007 | 83e   | -   | -   | 25e    | -   |     |
| 2007/2008 | 56e   | -   | -   | 16e    | 49e |     |
| 2008/2009 | 43e   | -   | -   | 18e    | 29e |     |
| 2009/2010 | 16e   | 28e | -   | 4e     | 21e |     |
| 2010/2011 | 8e    | 23e | -   | Goud   | 10e |     |
| 2011/2012 | 7e    | 11e | -   | Goud   | 19e |     |
| 2012/2013 | 6e    | 23e | 33e | Brons  | 6e  |     |
| 2013/2014 | 19e   | 30e | -   | 12e    | 14e |     |
| 2014/2015 | 11e   | 8e  | -   | 9e     | 13e |     |
| 2015/2016 | Brons | 7e  | -   | Zilver | 5e  |     |
| 2016/2017 | 9e    | 7e  | -   | 7e     | 11e |     |
| 2017/2018 | Brons | 7e  | -   | Goud   | 11e |     |
| 2018/2019 | 4e    | 12e | -   | 4e     | 4e  |     |
| 2019/2020 | 9e    | 10e | -   | 10e    | 9e  | 42e |

Wereldbekerzeges
| Datum            | Plaats                 | Onderdeel    |
| ---------------- | ---------------------- | ------------ |
| 23 oktober 2010  | Sölden                 | Reuzenslalom |
| 6 februari 2011  | Zwiesel                | Reuzenslalom |
| 11 maart 2011    | Špindlerův Mlýn        | Reuzenslalom |
| 26 november 2011 | Aspen                  | Reuzenslalom |
| 2 maart 2012     | Ofterschwang           | Reuzenslalom |
| 3 maart 2012     | Ofterschwang           | Reuzenslalom |
| 15 maart 2012    | Schladming             | Super G      |
| 18 maart 2012    | Schladming             | Reuzenslalom |
| 19 december 2012 | Åre                    | Reuzenslalom |
| 20 januari 2013  | Cortina d'Ampezzo      | Super G      |
| 17 januari 2016  | Flachau                | Reuzenslalom |
| 30 januari 2016  | Maribor                | Reuzenslalom |
| 20 maart 2016    | Sankt Moritz           | Reuzenslalom |
| 28 oktober 2017  | Sölden                 | Reuzenslalom |
| 25 november 2017 | Killington             | Reuzenslalom |
| 23 januari 2018  | Kronplatz              | Reuzenslalom |
| 14 maart 2019    | Soldeu                 | Super G      |
| 8 december 2019  | Lake Louise            | Super G      |
| 8 februari 2020  | Garmisch-Partenkirchen | Afdaling     |